# EXILE GENERATION SEASON 4
EXILE GENERATION SEASON 4（エグザイル・ジェネレーション・シーズン・フォー）は、EXILEの冠番組EXILE GENERATIONを映像作品化した映像作品である。2010年4月14日にrhythm zoneから発売された。

## 概要
- 「EXILE GENERATION SEASON 3」「EXILE GENERATION クリスマスSP」と同時発売。
- 2009年10月～12月に放送された分が収録されている。

## チャプター

### DISC1
1. #40(2009.10.07 OA)
2. #41(2009.10.14 OA)
3. #42(2009.10.21 OA)
4. #43(2009.10.28 OA)
5. #44(2009.11.04 OA)

### DISC2
1. #45(2009.11.11 OA)
2. #46(2009.11.18 OA)
3. #47(2009.11.25 OA)
4. #48(2009.12.02 OA)
5. #49(2009.12.09 OA)
6. #50(2009.12.16 OA)
7. 特典映像
8. 番組未放送映像